# Французское кладбище (Кобленц)

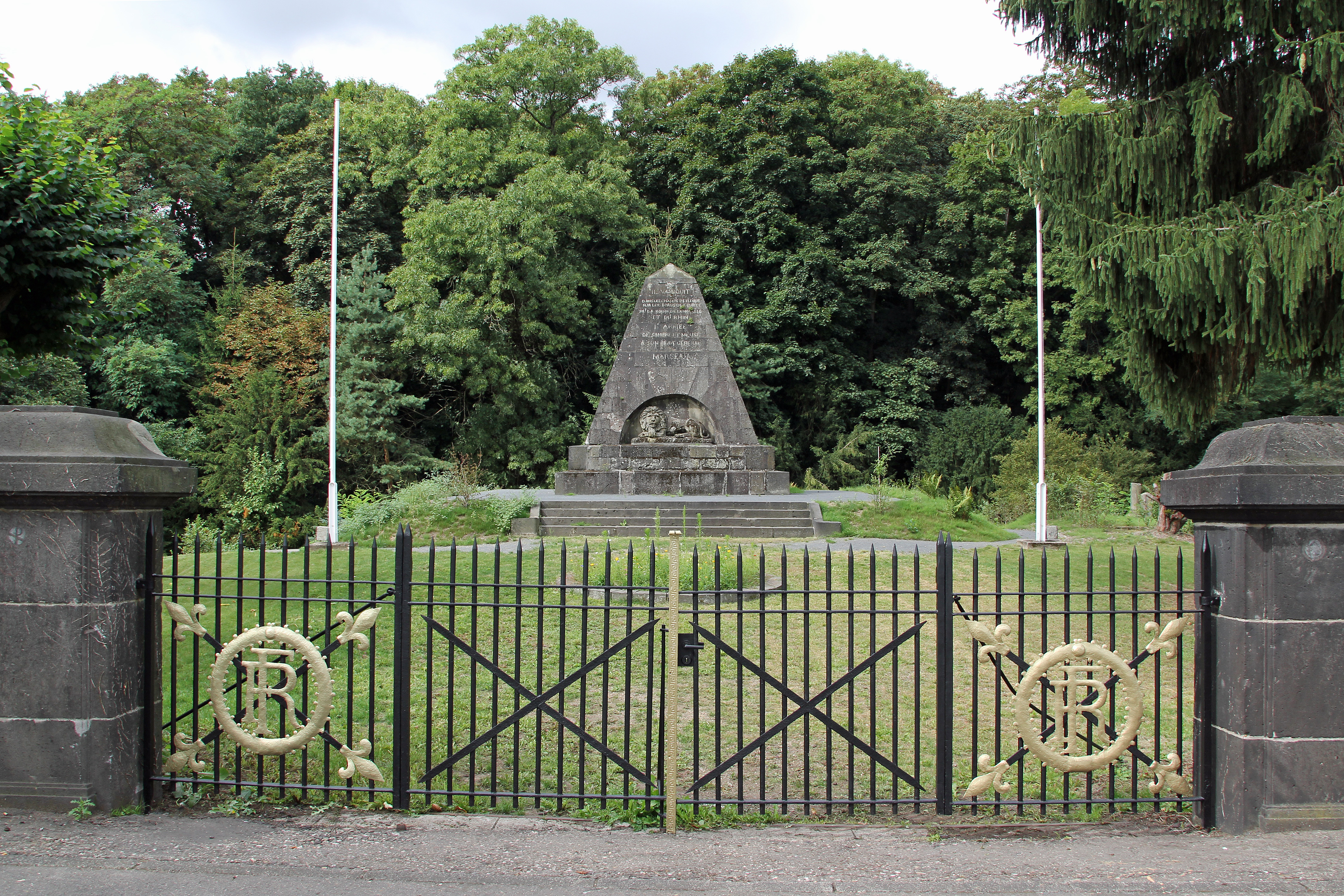
Монумент Марсо

Французское кладбище (нем. Franzosenfriedhof Koblenz) — военный мемориал немецкого г. Кобленц, федеральной земли Рейнланд-Пфальц, на котором захоронены французские солдаты и офицеры, военнопленные и павшие во время Франко-прусской войны 1870—1871 годов.
Расположен у Петерсберга в городском районе Лютцель в непосредственной близости от прусской крепости императора Франца II в Кобленце. Адрес: 56073 Кобленц, Straße Am Franzosenfriedhof.
Памятник культуры. С 2002 года Французское кладбище внесено в список всемирного наследия ЮНЕСКО, как Культурный ландшафт — Верхняя Средняя Рейнская Долина.

## История
Во время Франко-прусской войны 1870—1871 годов в Петерсберге был создан лагерь для французских солдат. Военнопленные из Кобленца, умершие во время эпидемии болезней и от ран, были захоронены в этом районе вокруг памятника французскому генералу Марсо. Всего на французском кладбища было похоронено 312 французов.
Центральным элементом кладбища является памятник в честь французского генерала Франсуа Северина Марсо-Дегравье, построенный в 1863 году, который позже был перенесен сюда. Монумент представляет собой четырехугольную стелу, зауженную к верху. Памятник выполнен из гранита и установлен на квадратной тумбе. На мемориальной доске высечены имя, даты рождения и смерти генерала, а также надпись: «Мы высоко ценим заслуги и оплакиваем гибель солдат».
Заброшенное кладбище было восстановлено в 2008 году за счёт средств Ротари клуба Кобленца. Последняя капитальная его реконструкция была проведена в 2013 году.
В настоящее время памятник входит в список культурного наследия федеральной земли Рейнланд-Пфальц и тщательно охраняется от актов вандализма.
Часть мемориала принадлежала Пруссии, правопреемником которой является земля Рейнланд-Пфальц, другая часть по-прежнему находится в ведении Франции.

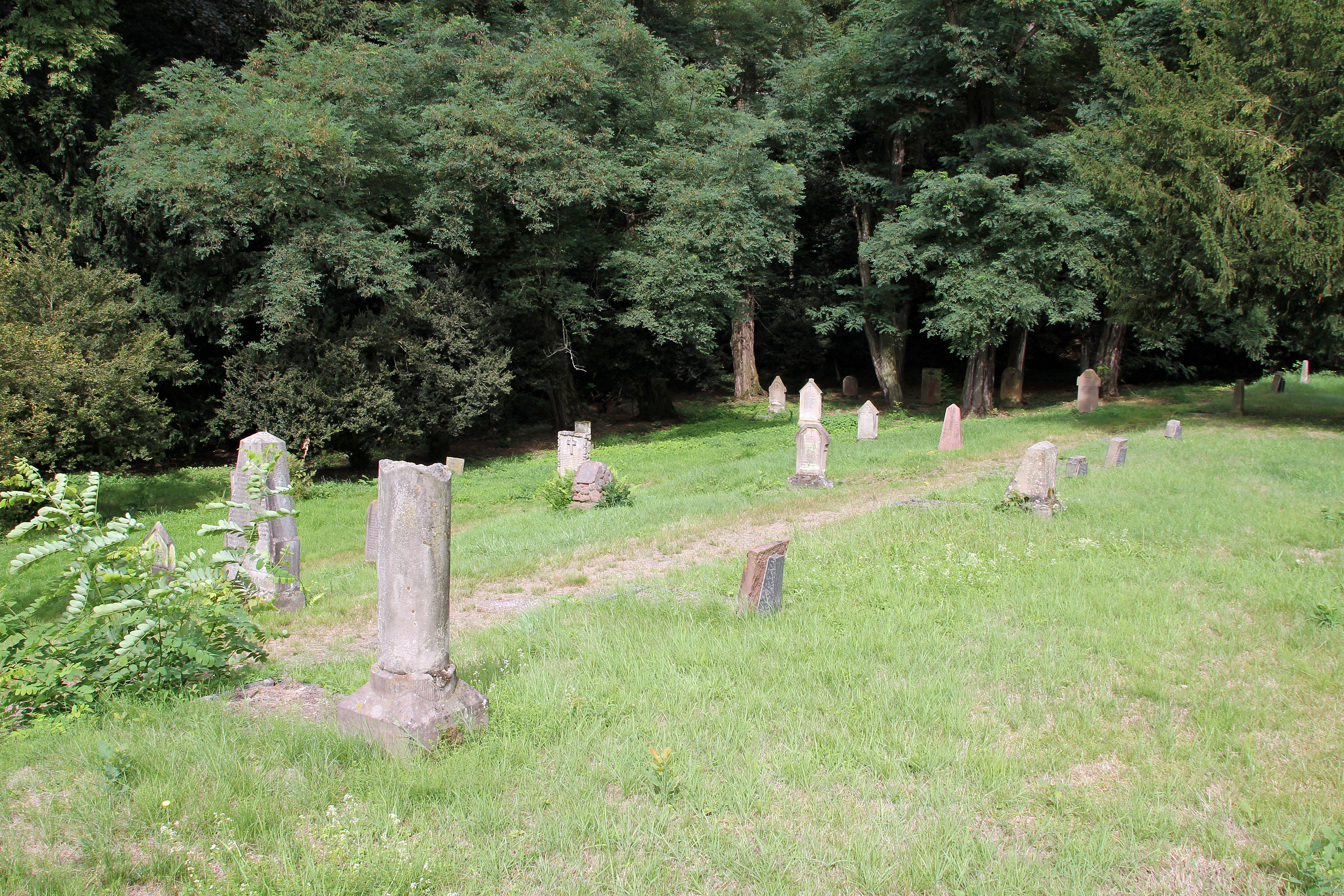
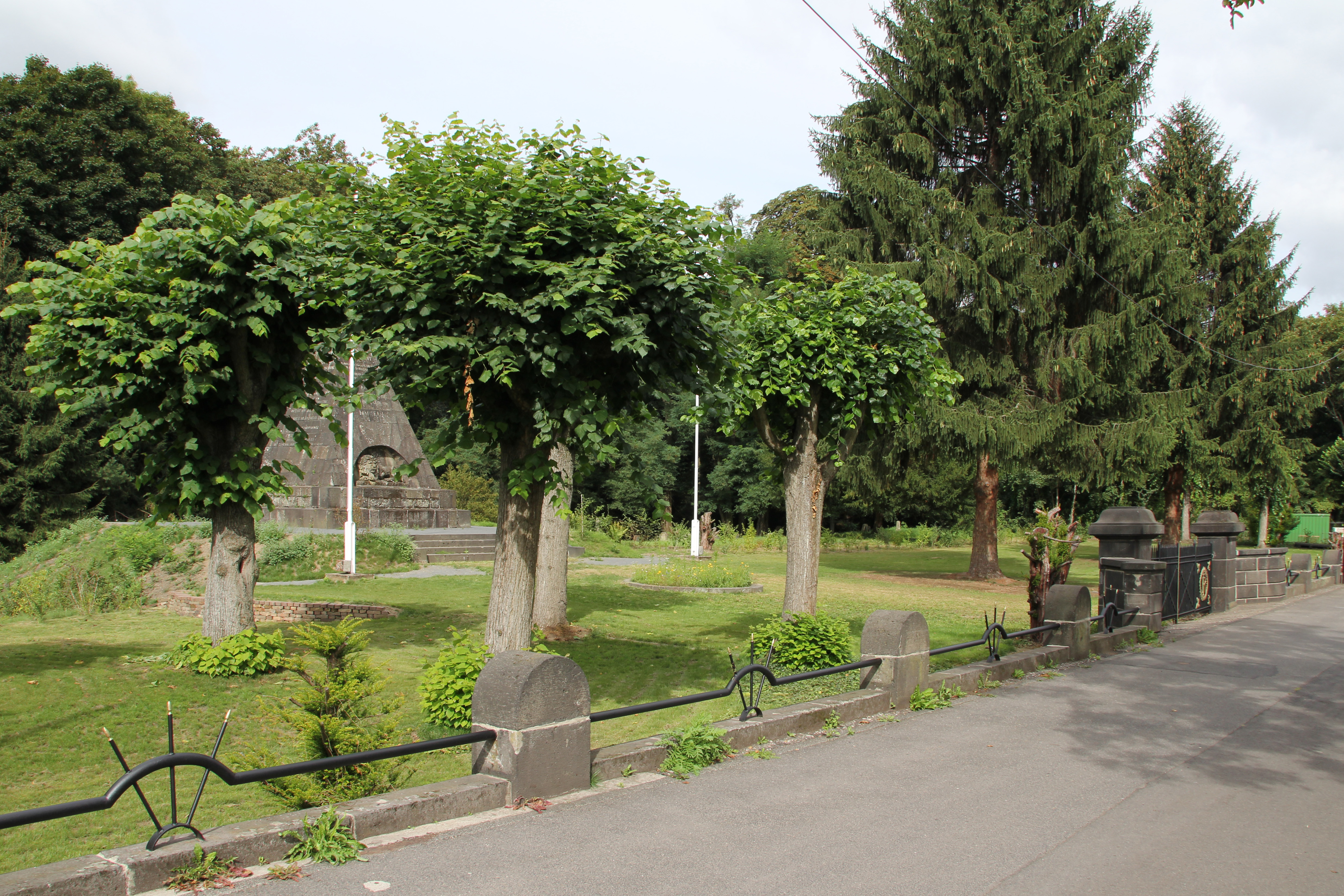
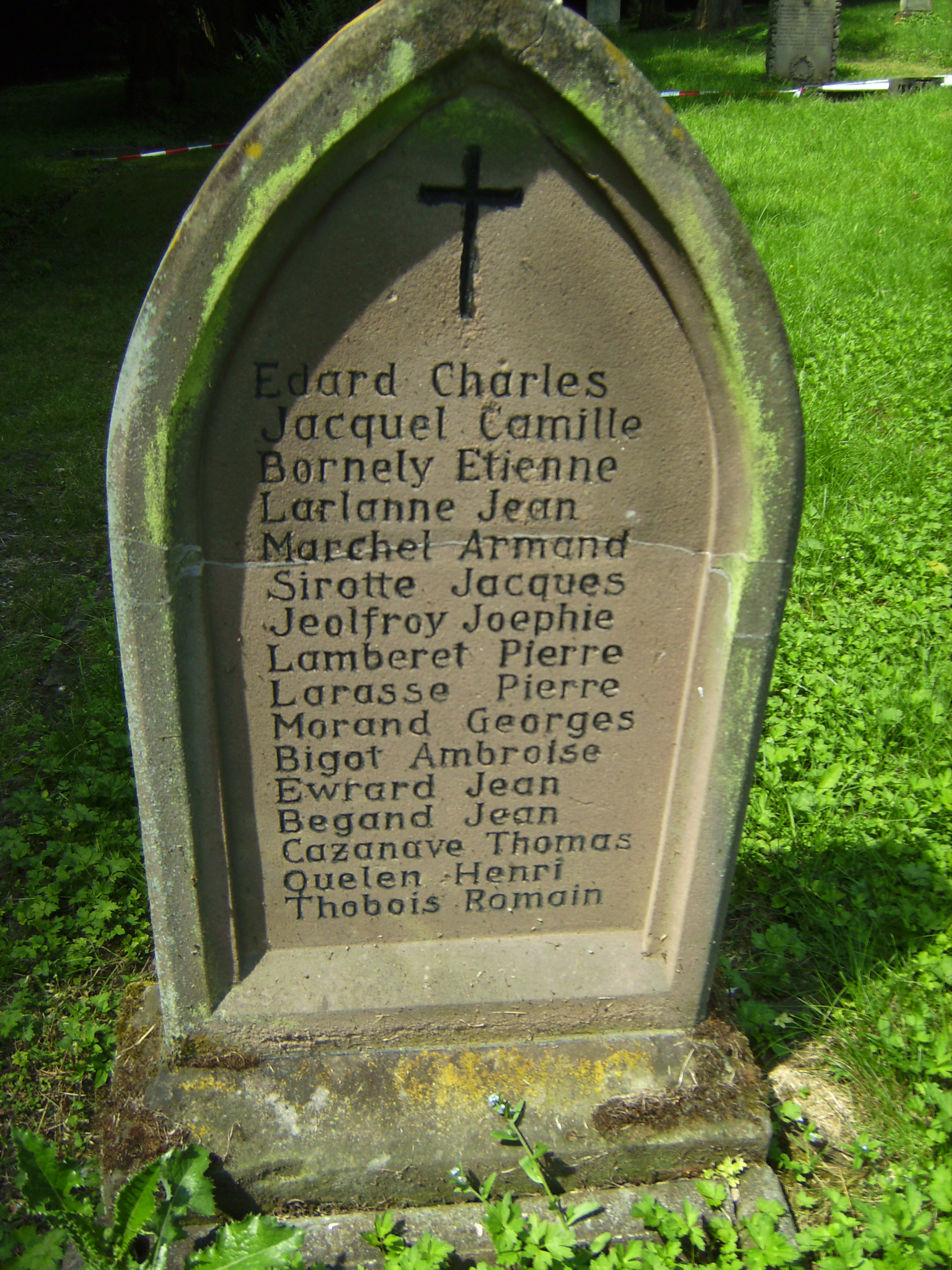
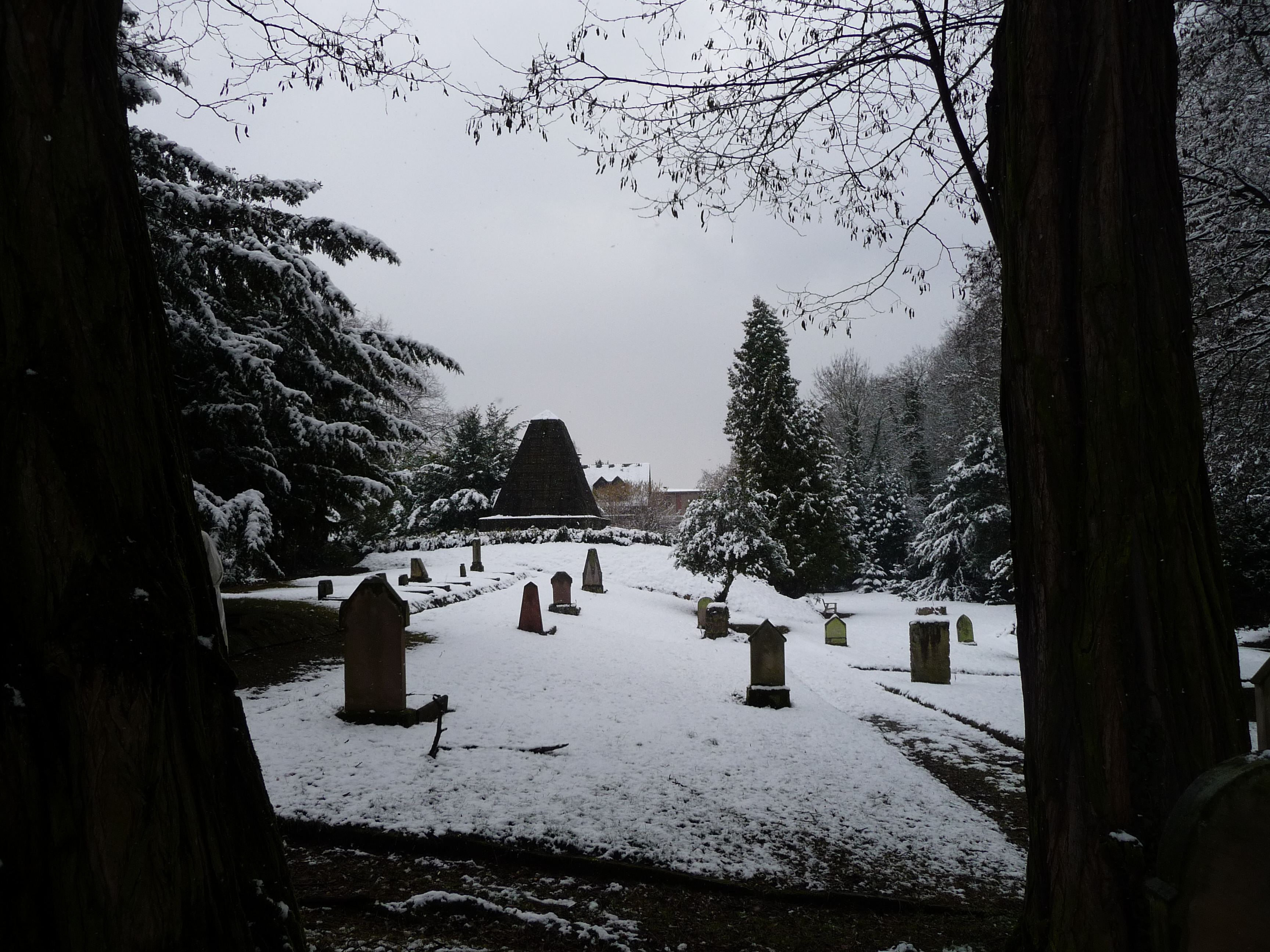
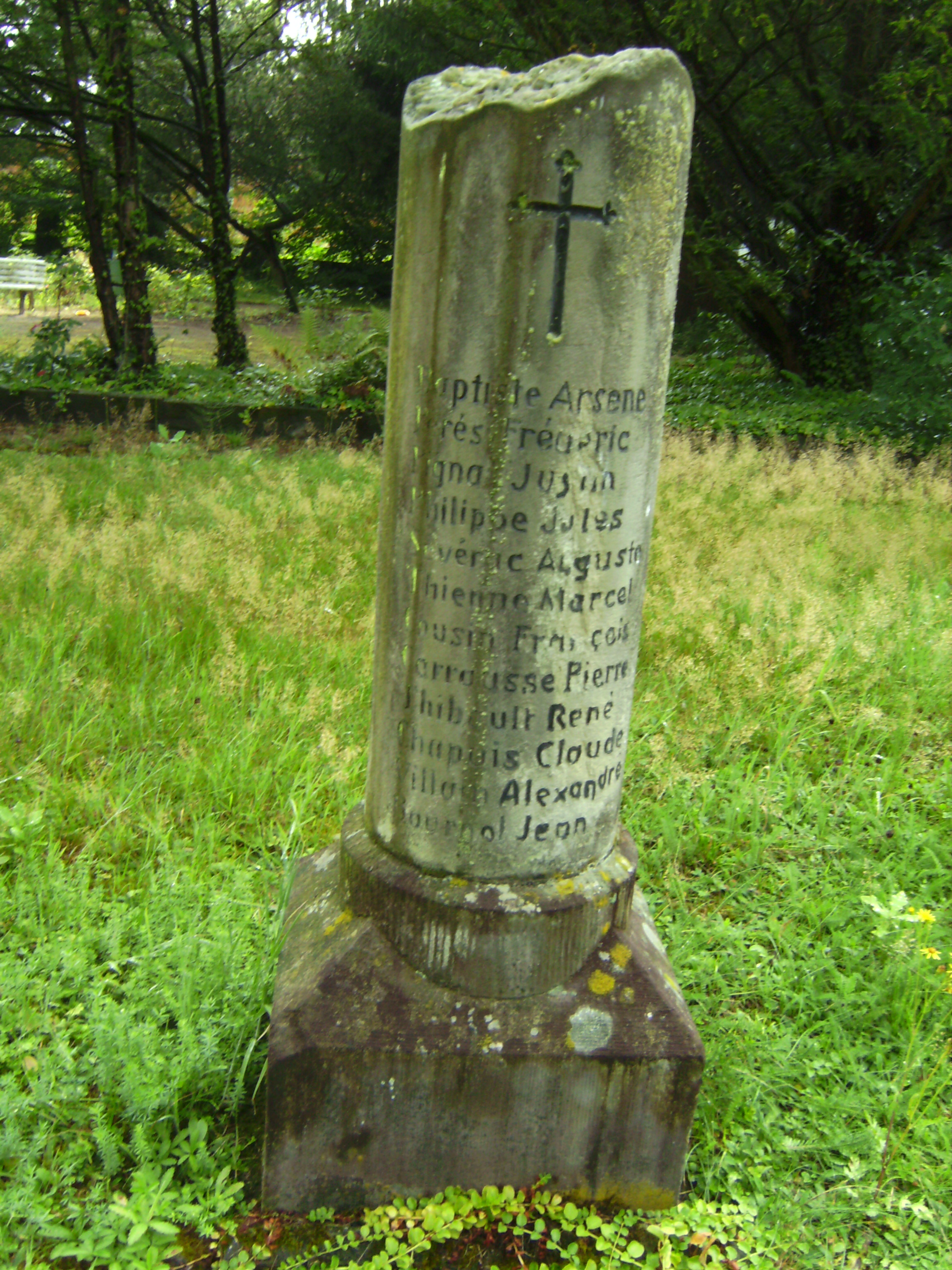
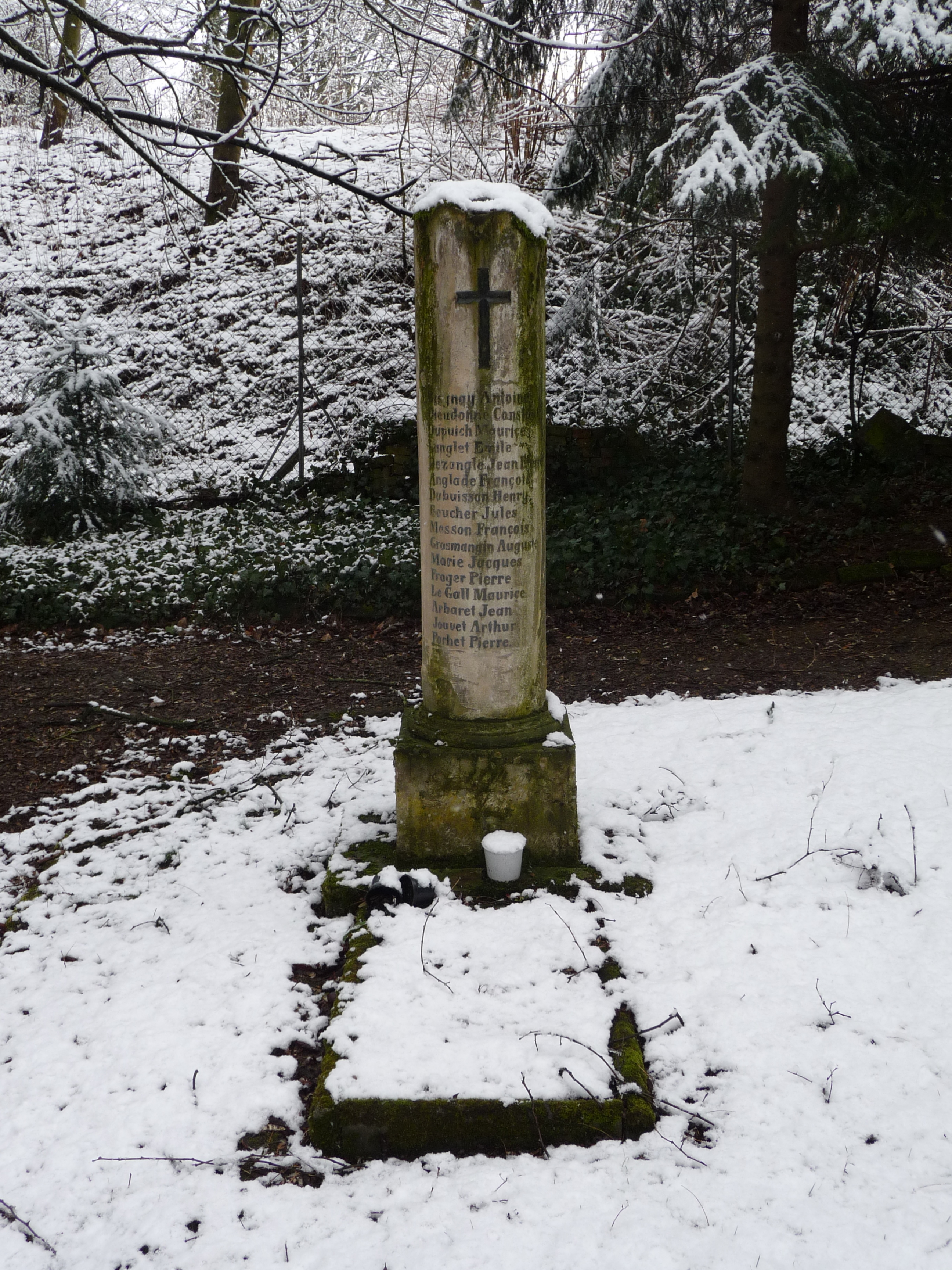